# Ven y ven
Ven y ven, luego renombrada Suplemento de Historietas de El DDT, fue una revista de historietas española publicada por Editorial Bruguera en 1959. Como Can Can y El Campeón. La revista del optimismo fue lanzada para competir con Tío Vivo, aunque gozó de menos éxito que sus compañeras. Dirigida por Heliodoro Lillo, tenía un formato de formato de 26 x 18 cm y de forma característica, presentaba en portada, además de un chiste, una tira de "Mi Tío Magdaleno" de Conti en formato vertical. 

## Ven y ven
Con este nombre, se produjeron 10 números, el primero de los cuales salió el 2 de marzo de 1959, conteniendo las siguientes series:
| Años | Números | Título                                              | Autoría                      | Otros datos |
| ---- | ------- | --------------------------------------------------- | ---------------------------- | ----------- |
| 1959 | 1-      | Zipi y Zape                                         | Escobar                      | Pulgarcito  |
| 1959 | 1-      | Don Berrinche                                       | Peñarroya                    |             |
| 1959 | 1-      | La Familia Gambérrez                                | Vázquez                      | Nueva       |
| 1959 | 1-      | Don Pánfilo Tontáinez                               | Jorge                        |             |
| 1959 | 1-      | El Jabato                                           | Víctor Mora/Francisco Darnís |             |
| 1959 | 1-      | Don Pelmazo                                         | Raf                          |             |
| 1959 | 1-      | Los señores de Alcorcón y el holgazán de Pepón      | Segura                       |             |
| 1959 | 1-      | La Familia Trapisonda                               | Ibáñez                       |             |
| 1959 | 1-      | Sansón García Boniato, tiene cuerda para rato       | Blas Sanchis                 | Nueva       |
| 1959 | 1-      | La Familia Gambérrez                                | Vázquez                      |             |
| 1959 | 1-      | Aquí tienen a Marcelo, con su hermanito gemelo      | Conti                        |             |
| 1959 | 1-      | El profesor Tragacanto y su clase que es de espanto | Schmidt                      |             |
| 1959 |         | Casildo Calasparra                                  | Ángel Nadal                  | Pulgarcito  |
| 1959 |         | Doña Tula, suegra                                   | Escobar                      | El DDT      |

## Suplemento de Historietas de El DDT
Existe la leyenda de que la revista cambió su nombre para evitar asociaciones con el espectáculo Ven y ven... al Eslava, que entonces se representaba en Madrid. Sea como fuere, con la nueva denominación sólo alcanzó treinta números más. Incluyó, aparte de las series anteriores, siete episodios inéditos de El Doctor Niebla de Francisco Hidalgo.
| Años | Números | Título                        | Autoría | Otros datos |
| ---- | ------- | ----------------------------- | ------- | ----------- |
| 1959 |         | Metro Medio, director en jefe | Arnalot | Nueva       |
| 1959 |         | Gordinflona                   | Arnalot | Nueva       |